# ジェームズ・スターリング (建築家)
ジェームズ・スターリング（Sir James Frazer Stirling, 1926年4月22日 - 1992年6月25日）は、イギリスの建築家。1960年代から活躍を始め、イギリスで最も重要な建築家となった。

## 人物
彼の建築は、敬愛する建築家であったル・コルビュジエなどのモダニズム建築の研究に基づいていたが、その形状や色彩はより華やかであり、本人はそう望まなかったもののポストモダニズムの建築家として分類されることもある。当初は予算的制約からレンガを使い、その後も石やタイル、スタッコを表面に使った作品が多かったが、それらの建材を円形や曲線状の建物の表層に幾何学的に配する手法や、パステル調などのカラフルな配色などは一世を風靡した。
彼は1926年、スコットランドのグラスゴーに生まれ、リバプールで育った。第二次世界大戦で空挺隊員としてノルマンディー上陸作戦に従軍し負傷、傷病兵士のための特別奨学金により進学。リバプール大学で建築を学んだ後、ロンドンに建築設計事務所を構え、1960年前後から活躍を開始した。レスター大学工学部ビル（1959年-1963年）、ケンブリッジ大学歴史学部（1964年-1967年）などが有名である。その後、1975年にデュッセルドルフのノルトライン・ヴェストファーレン美術館の建築設計競技に参加し、円形の中庭を建物中央に配した設計案で注目を浴びた。このコンペには落選したものの、同様のコンセプトをより進めたシュトゥットガルト州立美術館新館を1984年にドイツ・シュトゥットガルトの新古典主義様式の旧館に接して完成させた。
以後ドイツで圧倒的な人気を博したほか世界各地に建築を設計した。1981年にプリツカー賞を受賞。1992年にはナイト爵を与えられた。爵号授与の直後に持病の手術を行なったが、手術後に急死。
イギリスの建築賞であるスターリング賞は、彼の名を記念して1996年に創設されている。

## 作品

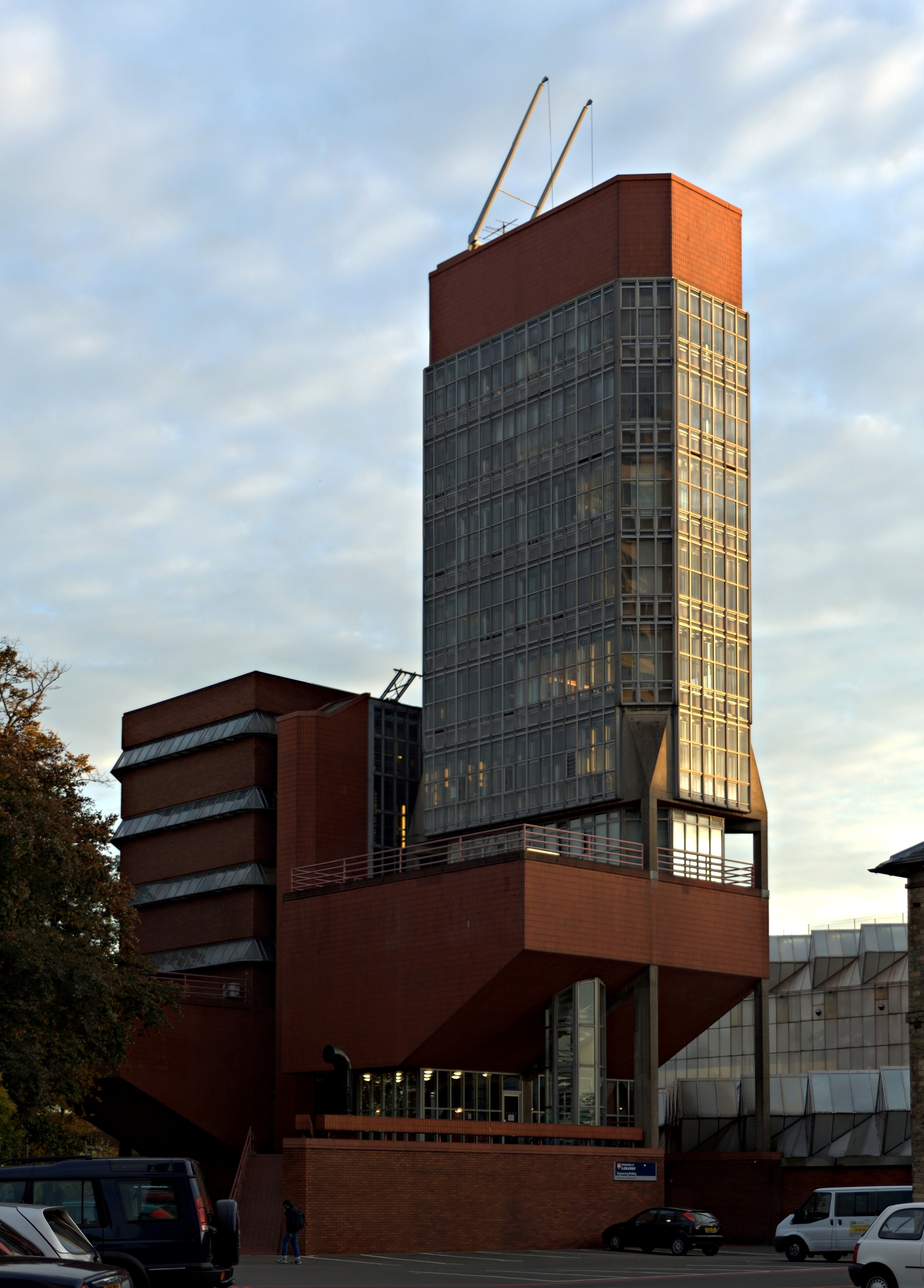
レスター大学工学部棟、1959-63
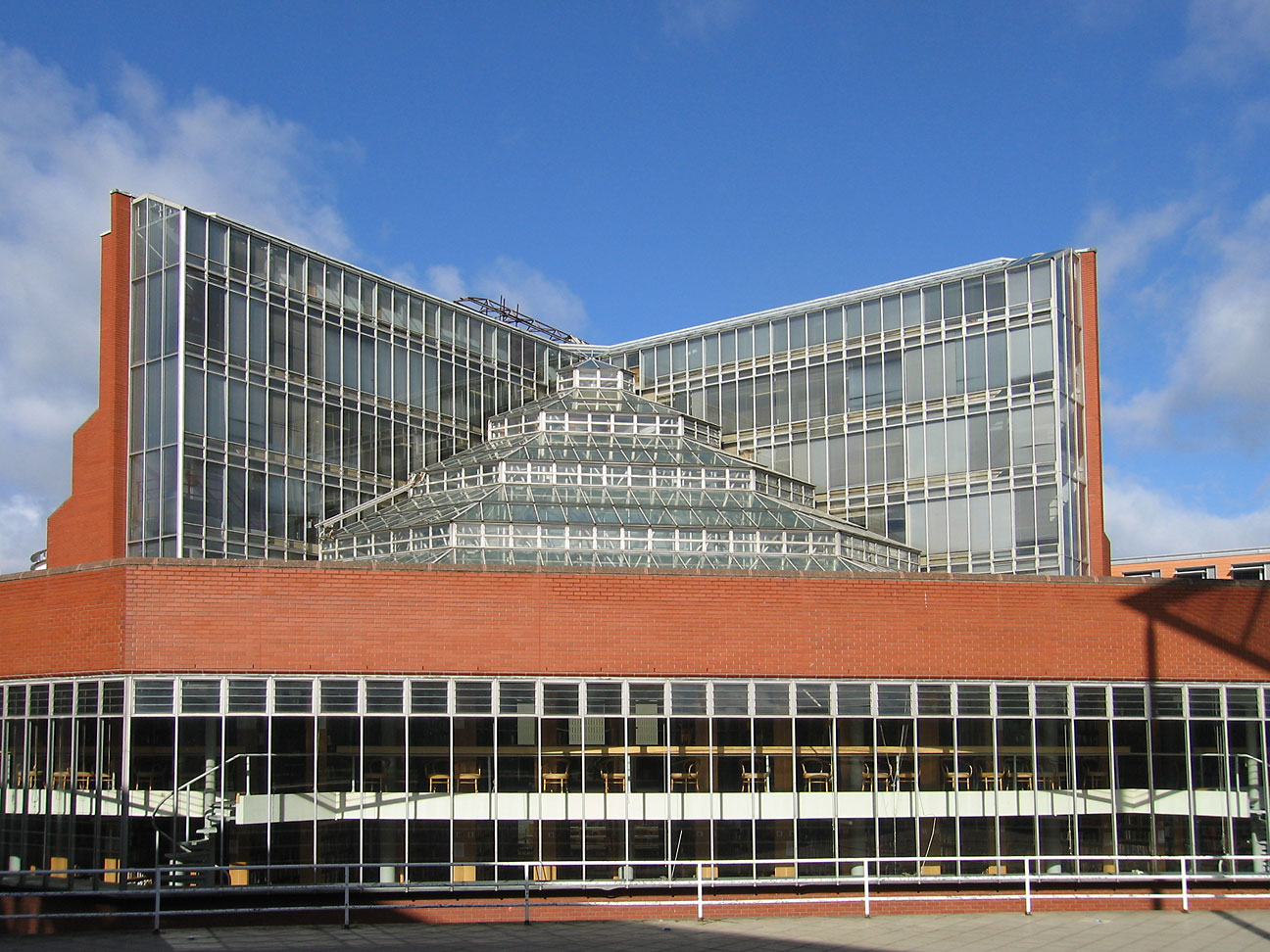
ケンブリッジ大学歴史学部ビル南西面、1964-67
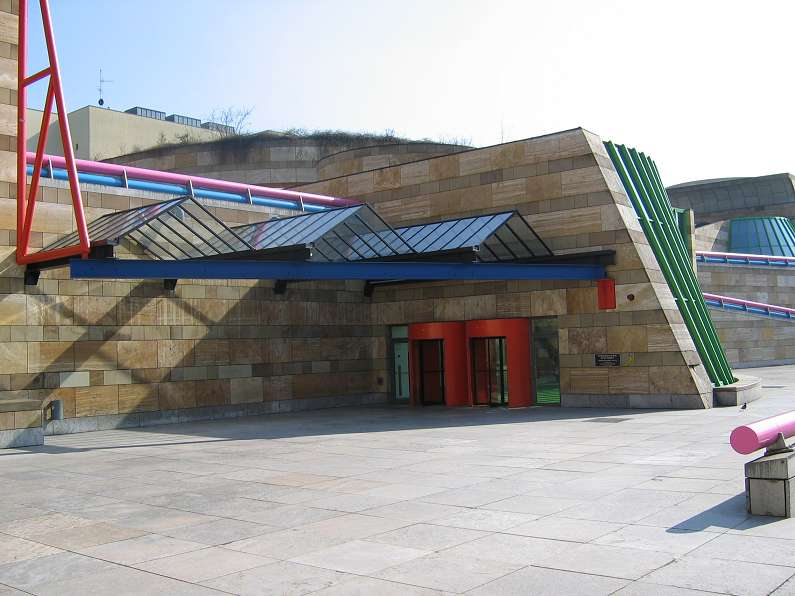
シュトゥットガルト州立美術館新館、1984
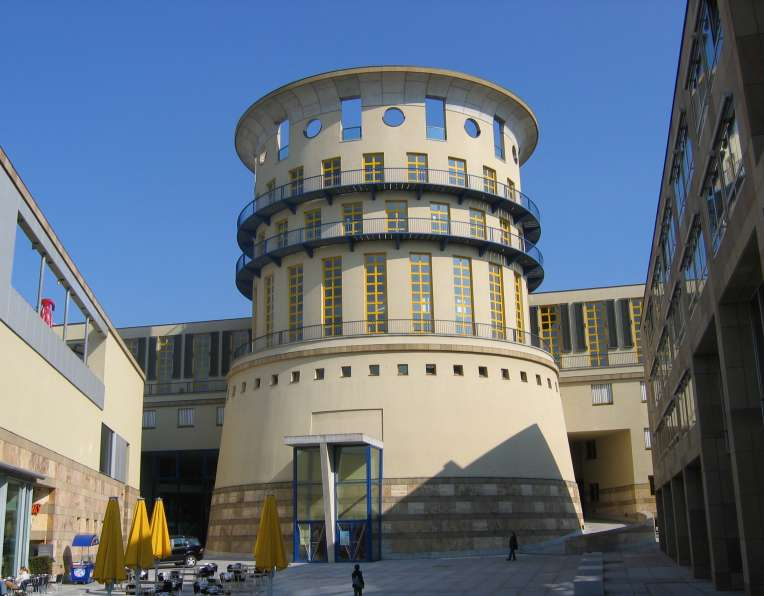
シュトゥットガルト音楽演劇大学、1994

| 名称                                                              | 英名                                                     | 年            | 所在地               | 国             | パートナー               |
| ----------------------------------------------------------------- | -------------------------------------------------------- | ------------- | -------------------- | -------------- | ------------------------ |
| ハム・コモン集合住宅                                              | Ham Common Flats                                         | 1955年-1958年 | ロンドン             | イングランド   | ジェームズ・ゴーワン     |
| プレストンの集合住宅                                              | Preston Infill Housing                                   | 1957年-1959年 | プレストン           | イングランド   | ジェームズ・ゴーワン     |
| キャンバーウェルの学校の集会所                                    | School Assembly Hall, Camberwell                         | 1958年-1961年 | ロンドン             | イングランド   | ジェームズ・ゴーワン     |
| レスター大学工学部棟                                              | Engineering Building, Leicester University               | 1959年-1963年 | レスター             | イングランド   | ジェームズ・ゴーワン     |
| パットニーの子供の家                                              | Children's Home, Frogmore                                | 1960年-1964年 | ロンドン             | イングランド   | ジェームズ・ゴーワン     |
| ケンブリッジ大学歴史学部校舎                                      | History Faculty Building, Cambridge University           | 1964年-1967年 | ケンブリッジ         | イングランド   |                          |
| セント・アンドルーズ大学レジデンス                                | Residential Expansion, St. Andrews University            | 1964年-1968年 | セント・アンドルーズ | スコットランド |                          |
| オックスフォード大学クイーンズカレッジ、 フローレイ・ビルディング | Florey Building, Queen's College, Oxford University      | 1966年-1971年 | オックスフォード     | イングランド   |                          |
| ランコーン・ニュータウン・ハウジング                              | Runcorn New Town Housing                                 | 1967年-1977年 | ランコーン           | イングランド   |                          |
| オリヴェッティー・トレーニング・センター                          | Olivetti Training Center                                 | 1969年-1972年 | ハスルミア           | イングランド   |                          |
| オリヴェッティー本社                                              | Olivetti Headquarters                                    | 1971年        | ミルトン・キーンズ   | イングランド   | マイケル・ウィルフォード |
| シュトゥットガルト州立美術館新館                                  | Neue Staatsgalerie, Stuttgart                            | 1977年-1984年 | シュトゥットガルト   | ドイツ         | マイケル・ウィルフォード |
| ライス大学拡張                                                    | Expansion of Rice University in Texas                    | 1979年-1981年 | ヒューストン         | アメリカ合衆国 | マイケル・ウィルフォード |
| ベルリン科学センター                                              | Berlin Science Center                                    | 1979年-1987年 | ベルリン             | ドイツ         | マイケル・ウィルフォード |
| ハーバード大学アーサー・M・サックラー美術館                       | Arthur M. Sackler Museum, Harvard University             | 1979年-1984年 | ボストン             | アメリカ合衆国 | マイケル・ウィルフォード |
| テート・ブリテンクロアギャラリー増築                              | Clore Gallery expansion, Tate Gallery, London            | 1980年-1986年 | ロンドン             | イングランド   | マイケル・ウィルフォード |
| コーネル大学パフォーミングアートセンター                          | Performing Arts Center for Cornell University            | 1983年-1988年 | イサカ               | アメリカ合衆国 | マイケル・ウィルフォード |
| リヴァプール・テート・ギャラリー                                  | Liverpool, Tate Gallery                                  | 1984年-1988年 | リヴァプール         | イングランド   | マイケル・ウィルフォード |
| ナンバーワン・ポールトリー                                        | No 1 Poultry                                             | 1986年-1998年 | ロンドン             | イングランド   | マイケル・ウィルフォード |
| ブラウン本社ビルおよび生産施設                                    | Braun Headquarters & Factory                             | 1986年-1992年 | メルズンゲン         | アメリカ合衆国 | マイケル・ウィルフォード |
| シュトゥットガルト音楽演劇大学                                    | Music School and Theatre Academy, Stuttgart              | 1987年-1994年 | シュトゥットガルト   | ドイツ         | マイケル・ウィルフォード |
| カリフォルニア大学アーバイン校科学図書館                          | Science Library, Irvine Campus, University of California | 1988年-1994年 | アーバイン           | アメリカ合衆国 | マイケル・ウィルフォード |
| ヴェネツィア・ビエンナーレの書店                                  | Biennale Bookshop, Venice                                | 1989年-1991年 | ヴェネツィア         | イタリア       | マイケル・ウィルフォード |
| テマセク・ポリテクニック                                          | Temasek Polytechnic                                      | 1992年-1995年 | シンガポール         | シンガポール   | マイケル・ウィルフォード |

## 受賞
- プリツカー賞